# Erythrina falcata
Erythrina falcata är en ärtväxtart som beskrevs av George Bentham. Erythrina falcata ingår i släktet Erythrina och familjen ärtväxter. Inga underarter finns listade i Catalogue of Life.

## Bildgalleri

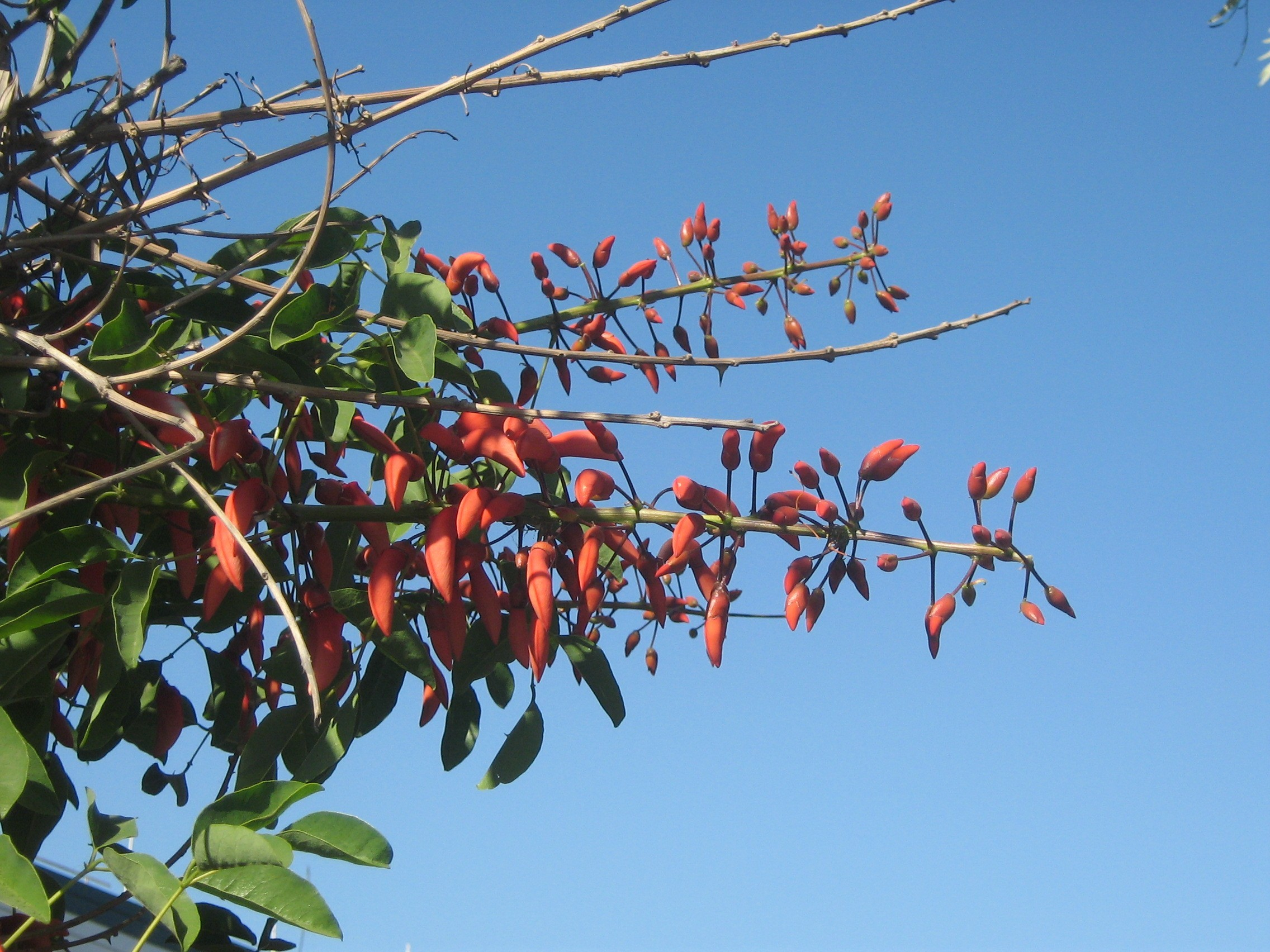
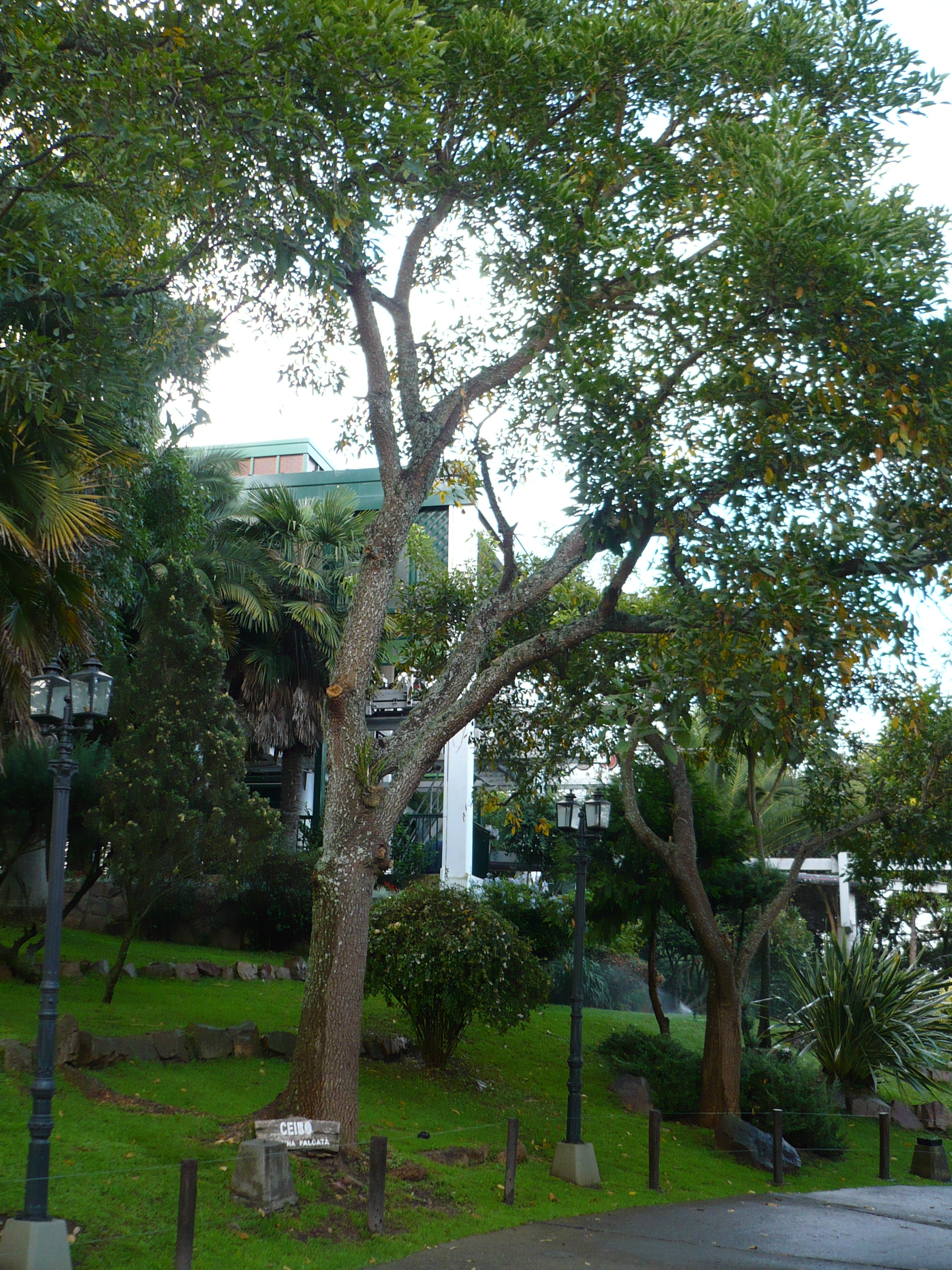